# Batalla de amor
Batalla de amor, en Hispanoamérica o El amor da mucha guerra, en España (en hangul, 연애대전; RR: Yeon aedaejeon; lit. Guerra del amor) es una serie de televisión surcoreana dirigida por Kim Jung-kwon y protagonizada por Kim Ok-bin y Yoo Tae-o. Estaba prevista su emisión por la plataforma Netflix en 2022, pero se aplazó al 10 de febrero de 2023.

## Sinopsis
Batalla de amor cuenta la historia de la relación entre Yeo Mi-ran, una abogada que no está interesada en el amor y que sobre todo no soporta perder en nada con un hombre, y Nam Kang-ho, un actor adorado por el público femenino, pero que no confía en las mujeres. Ni ella ni él creen el amor, pero acaban envueltos en una batalla amorosa.

## Reparto

### Principal
- Kim Ok-bin como Yeo Mi-ran, una abogada novata de un bufete que trabaja sobre todo en la industria del espectáculo. Se hizo abogada con la idea de que la única forma de que una mujer viva sola en un mundo difícil es tener éxito, y es una persona que cree que las citas son simplemente una recopilación de datos sobre los hombres.[2][5][6]
- Yoo Tae-oh como Nam Kang-ho, uno de los actores más populares del país y una estrella del drama romántico, aunque es un hombre al que le disgustan patológicamente las mujeres.[2][7]
- Kim Ji-hoon como Do Won-joon, el mejor amigo de Kang-ho, fue también actor pero abandonó la profesión por falta de talento. Entonces se dedicó al negocio de la gestión de actores, llevando a Kang-ho a ser considerado como el mejor actor de Corea.[8][9]
- Ko Won-hee como Shin Na-eun, la mejor amiga y compañera de casa de Mi-ran. A diferencia de esta, que no cree en los hombres, Na-eun es una persona que no duda en enamorarse de un hombre guapo cuando lo ve.[8]

### Secundario
- Choi Yoon-so como Grace, directora ejecutiva de la productora de cine. Amiga desde hace mucho tiempo y socia de Won-joon.[10]
- Lee Joo-bin como Oh Se-na, una actriz que fue el primer amor de Kang-ho, con quien mantuvo una relación durante más de 10 años que terminó en una dolorosa ruptura.[11]
- Han Seo-joon como Yoon Sang-seop, representante de Kang-ho.[12]
- Jeon Shin-hwan como Lee Jin-seo, exnovio de Mi-ran.[13]
- Kim Kang-hyun como Yoon, la representante de Ji-hye.
- Kim Do-yeon como directora de serie televisiva.[14]
- Kim Sung-ryung como Choi Soo-jin, una cliente vip del bufete de abogados.[15]
- Cho Seung-hee como Kim Ji-woo, sobrina de Kang-ho.[16]
- Kim Ye-ryeong como Kim Eun-hee, la madre de Mi-ran, que es una escritora de éxito.[17]
- Jung Kyoo-soo como Yeo Jae-kook, el padre de Mi-ran.
- Song Ji-woo como Hwang Ji-hye, una actriz novata que trabaja con Kang-ho.[18]
- Park Wan-kyoo como Kim Woo-seung.

### Apariciones especiales
- Hong Woo-jin como Yeo Dae-joon, el hermano mayor de Mi-ran (ep. 8).[17]
- Yeon Jung-hoon como una celebridad (ep. 9).
- Eugene como una celebridad (ep. 9-10).
- Lee Yu-ri como una celebridad (ep. 9-10).

## Producción
El director Kim Jung-kwon también lo fue de la serie de Channel A Lies of Lies, de 2020. El guionista de la serie es Choi Soo-young, que ya firmó los guiones de My ID is Gangnam Beauty y Old Miss Diary.
El 4 de noviembre de 2021 se confirmó la participación en la serie de los dos protagonistas Kim Ok-bin y Yoo Tae-o. Tanto para él como para ella se trata de la primera comedia romántica que ruedan. El 12 del mismo mes se sumaron los nombres de Kim Ji-hoon y Ko Won-hee.
La serie estaba en pleno rodaje a finales de enero de 2022. Un año después, el 13 de enero de 2023, se lanzó el tráiler principal y se anunció la fecha del estreno. El 18 de enero se publicó el cartel principal. El 8 de febrero se presentó la serie en rueda de prensa celebrada en Seúl.

## Banda sonora original
El director musical de la serie es Howl. En la banda sonora intervienen Miyeon y Yuqi de (G)I-DLE, Taeil de NCT, Big Naughty, y Sullyoon y Lily de NMIXX.
| Parte | Fecha de publicación  | N.º | Título                                                                 | Artista                 | Duración |
| ----- | --------------------- | --- | ---------------------------------------------------------------------- | ----------------------- | -------- |
| 1     | 6 de febrero de 2023  | 1   | «Sweet Dream»                                                          | Miyeon, Yuqi ((G)I-DLE) | 3:39     |
| 1     | 6 de febrero de 2023  | 2   | «Sweet Dream» (inst.)                                                  |                         | 3:39     |
| 2     | 9 de febrero de 2023  | 1   | «Lovey Dovey»                                                          | Taeil (NCT)             | 3:24     |
| 2     | 9 de febrero de 2023  | 2   | «Lovey Dovey» (inst.)                                                  |                         | 3:24     |
| 3     | 9 de febrero de 2023  | 1   | «Entonces lo que quiero decir es» (그러니까 하고 싶은 내 말은)         | Big Naughty             | 3:20     |
| 3     | 9 de febrero de 2023  | 2   | «Entonces lo que quiero decir es» (그러니까 하고 싶은 내 말은) (inst.) |                         | 3:20     |
| 4     | 16 de febrero de 2023 | 1   | «El momento en que te conocí» ( 너를 만난 순간)                        | Lily y Sullyoon (NMIXX) | 3:50     |
| 4     | 16 de febrero de 2023 | 2   | «El momento en que te conocí» ( 너를 만난 순간) (inst.)                |                         | 3:50     |

## Recepción
La serie estuvo entre las diez más vistas en 78 países el 13 de febrero de 2023, ocupando el cuarto lugar en el mundo.